# Гагаузи
Гагаузи су туркијски народ, који претежно живи у Молдавији, односно у аутономном региону Гагаузија, у којем чине око 82% становништва. Гагаузи су већином православне вероисповести (мањи део у Турској су муслимани), а говоре гагаушким језиком, који спада у туркијску групу алтајске породице језика.
Гагауза укупно има око 230.000, од тога у Молдавији 147.500, у Украјини 31.000, а у Турској око 15.000.

## Галерија
- Незванична национална застава Гагауза
- Гагаузија у Молдавији
- Гагаузи у региону Буџак у Украјини